# Hitchcock (Texas)
Hitchcock è un centro abitato degli Stati Uniti d'America situato nella contea di Galveston dello Stato del Texas.
La popolazione era di 6 961 abitanti al censimento del 2010.

## Geografia fisica
Secondo lo United States Census Bureau, ha un'area totale di 238,5 km² (92,09 mi²), di cui 156,6 km² (60,46 mi²) di terreno e 81,9 km² (31,62 mi²) d'acqua.

## Origini del nome
La città assunse questo nome intorno al 1873, quando Emily Clifford, vedova del leader civico di Galveston Lent M. Hitchcock (1816–1869), offrì un terreno alla comunità se il sito fosse stato chiamato in onore del marito.

## Storia
Hitchcock sorse nel 1873 come stazione della ferrovia tra Galveston e Houston e verso la fine del XX secolo divenne un centro per la spedizione di bestiame e ortaggi. Un ufficio postale fu fondato nel 1884. Nel 1892 la comunità aveva una popolazione di 275 abitanti. L'economia dell'insediamento crollò negli anni '30 a causa di un'infestazione di insetti nelle aree agricole circostanti e l'area andò in decadenza fino alla creazione della base di addestramento di artiglieria antiaerea di Camp Wallace e della Naval Air Station Hitchcock all'inizio della seconda guerra mondiale. Alla fine della guerra, le basi furono utilizzate come centri di scarico e alcuni ex soldati si stabilirono nella zona. Hitchcock è stata formalmente costituita nel 1960 quando la popolazione della zona è esplosa, arrivando a quasi 7.000 abitanti. Oggi, la città funge da sobborgo di Galveston e ospita i lavoratori del Johnson Space Center.

## Società

### Evoluzione demografica
Secondo il censimento del 2000, c'erano 6 386 abitanti, 2 434 nuclei familiari e 1 737 famiglie residenti nella città.